# ドミトリー・フレストフ
ドミトリー・アレクセーエヴィチ・フレストフ（ロシア語: Дмитрий Алексеевич Хлестов, 1971年1月21日 - ）は、現ロシア・モスクワ出身のサッカー選手。現役時代のポジションはDF。

## 経歴
1971年、現ロシアの首都モスクワで生まれた。モスクワにあるスメナ・スポーツ・スクールでサッカーを学んだ。1989年、FCスパルタク・モスクワに入団した。スパルタクではレギュラーとして出場してロシア・プレミアリーグ優勝7回の栄光を掴んだ。1994 FIFAワールドカップでは監督とロシアサッカー連合に反旗を翻す手紙に署名をしたが、その後は招集され出場をした。UEFA EURO '96では負傷により招集はされなかった。

## 所属クラブ
- / FCスパルタク・モスクワ 1989-2000
- ベシクタシュJK 2001-2002
- FCスパルタク・モスクワ 2002
- トルペド・メタルルグ 2003
- FCソコル・サラトフ 2004-2005
- FCスパルタク・シチョルコヴォ 2006-2008
- インテル・モスクワ 2008-2009
- オリンプ-スコーラ 2009
- ヴォスクレセンスク 2011
- FCリュベルツイ 2011
- FCアルセナル・トゥーラ 2012

## タイトル

### クラブ
FCスパルタク・モスクワ
- USSRカップ：1 (1991-92)

FCスパルタク・モスクワ
- ロシア・プレミアリーグ：7 (1992, 1993, 1994, 1997, 1998, 1999, 2000)
- ロシア・カップ：3 (1993-94, 1997-98, 2002-03)